# Torfawan
Torfawan – wieś w Armenii, w prowincji Gegharkunik. W 2011 roku liczyła 490 mieszkańców.